# Comic Art
Comic Art è stata una casa editrice fondata nel 1965 e specializzata nella pubblicazione di fumetti e attiva per trentacinque anni nel mercato dei fumetti fino al 2000. A partire dal 1984 pubblicò l'omonima rivista.

## Storia

### Anni sessanta - Gli esordi
La casa editrice venne fondata da Rinaldo Traini nel maggio 1965 a seguito del primo Salone Internazionale dei Comics a Bordighera. Il nome proveniva da un precedente progetto di Traini che nel 1962 aveva ricevuto l'incarico dall'ufficio pubblicità di un grande gruppo industriale italiano di progettare una rivista mensile per ragazzi come veicolo promozionale dell'ente. Dopo vari contatti con agenzie americane aveva opzionato una serie di personaggi a fumetti americani, sia nel formato a strisce pubblicati sui quotidiani che comic book, alcuni dei quali già noti in Italia mentre altri inediti; vennero presi accordi con il Chicago Herald Tribune e con la National Enterprises Association (NEA) opzionando serie e personaggi come Terry e i pirati, Dick Tracy, Little Orphan Annie, Captain Easy e Wash Tubbs di Roy Crane e altri che sarebbero stati pubblicati su una rivista mensile intitolata Comic Art. Il progetto, poco prima della realizzazione del menabò, naufragò quando l'azienda committente, cambiato il responsabile del settore pubblicitario, si tirò indietro rinunciando al progetto ma autorizzando Traini a proporlo ad altri. A seguito quindi degli entusiasmi suscitati dal Salone di Bordighera, i tempi sembrarono maturi per dare vita a una casa editrice specializzata in fumetti che venne fondata iniziando le pubblicazioni con un volume cartonato di formato orizzontale dedicato a Alley Oop, distribuito in libreria mentre altri quattro successivi paperback trimestrali (i primi in Italia a fumetti) dedicati allo stesso personaggio e arricchiti della presenza di Captain Easy e di altri personaggi umoristici, furono distribuiti in edicola con tirature modeste. I risultati dal punto di vista economico non furono incoraggianti e Traini rimase proprietario del marchio senza però, per qualche anno produrre altro, e la sua attività nel mondo dei fumetti fu completamente assorbita dalle collaborazioni professionali con altri editori italiani e stranieri e dall'organizzazione del Salone dei Comics spostatosi a Lucca e del quale era diventato direttore nel 1969.

### Anni settanta
Nel 1974 Traini rilancia il vecchio progetto di una casa editrice specializzata puntando inizialmente sulla pubblicazione di libri di qualità, riuscendo nel primo anno a pubblicare otto volumi esordendo con Avventura in Kandelabra della serie Wash Tubbs & Capitain Easy di Roy Crane; le tirature limitate non consentivano però di affrontare a livello nazionale la diffusione nelle edicole e nelle librerie, preferendo affidarsi a una serie di piccoli distributori specializzati per far giungere le pubblicazioni alle fiere e alle mostre fumettistiche ormai sparse in tutta Italia. Le librerie specializzate, la vendita per corrispondenza attraverso il Comic Art Club e la spinta pubblicitaria della rivista trimestrale Comics (organo ufficiale del Salone) della quale Traini era direttore, furono i canali attraverso i quali fu possibile raggiungere un numero sempre più alto di lettori. Erano gli anni della pubblicazione cronologica di serie a fumetti che avevano fatto la storia del fumetto: Cino e Franco, Terry e i pirati, Rip Kirby, Radio Pattuglia, Li'l Abner, Flash Gordon, Mandrake, L'Uomo mascherato, Braccio di Ferro, Johnny Hazard, Giorgio Ventura, Steve Canyon, Agente segreto X-9 e molti altri.

### Anni ottanta
Questa attività amatoriale durò qualche anno, poi la Comic Art progressivamente si andò trasformando e ingrandendo e a causa della necessità di fronteggiare gli aumenti dei costi di produzione e i diritti letterari diventati ormai proibitivi per l'accesa concorrenza era venuto il momento di strutturare la casa editrice secondo le nuove esigenze del mercato assumendo un ruolo più specifico anche nel settore dei periodici da edicola. Le novità furono rappresentate da due riviste mensili antologiche, Comic Art, la rivista dello spettacolo disegnato e L'Eternauta. Il numero “zero” de L'Eternauta era stato già presentato nell'ottobre 1980 al Salone Internazionale dei Comics di Lucca per poi esordire con una pubblicazione regolare in edicola nel marzo 1982 voluta da Alvaro Zerbini, primo direttore, e dallo stesso Traini, e inizialmente edita dalla casa editrice E.P.C. (Edizioni Produzioni Cartoons) con la collaborazione redazionale della Comic Art ma dal n. 60 nel marzo 1988 verrà edita direttamente dalla Comic Art con la direzione di Oreste Del Buono. Nel frattempo il 1º giugno 1984 esordì il mensile Comic Art. Entrambe le riviste a metà anni ottanta arrivarono a vendere 50 000 copie mensili presentando entrambe storie, racconti e disegni di autori sia italiani che stranieri come Rodolfo Torti, Massimo Rotundo, Andrea Pazienza, Carlos Trillo, Moebius (Jean Giraud), Giancarlo Berardi, Ivo Milazzo, Paolo Eleuteri Serpieri, Franco Saudelli, Vittorio Giardino, Roberto Baldazzini, Massimo Mattioli, Bonvi, Anna Brandoli, Sergio Toppi, Francesca Ghermandi, Sicomoro, Giancarlo Alessandrini, Andrea Cascioli, Ugolino Cossu, Jordi Bernet, John Buscema, Jack Kirby, Juan Giménez, Antonio Hernandez Palacios, Richard Corben, Milo Manara, Hugo Pratt, Georges Wolinski, Claire Bretecher, Alejandro Jodorowsky e tanti altri autori internazionali.
Ci furono, negli stessi anni, gli accordi con la Casa Editrice Mondadori prima e con la Walt Disney Italia, dopo il suo ingresso in proprio sul mercato italiano, che consentirono la pubblicazione di storie di Topolino, sia nella versione giornaliera che domenicale, delle Silly Symphonies, di Paperino, e di altre serie parallele con le cronologie complete e filologiche tratte dal materiale d'archivio di ottima qualità rintracciato in biblioteche pubbliche e private in tutto il mondo. Seguirono le repliche dei giornali settimanali italiani degli anni trenta e quaranta, Topolino dal 1936 al 1947, Paperino (l'intera serie) e de L'Audace di Lotario Vecchi e poi di Mondadori oltre alle celeberrime serie anteguerra edite da Mondadori come gli Albi d'Oro e Gli Albi del Regno di Topolino. Furono anche realizzate collane di volumi cartonati come I Capolavori Disney con le firme di autori come Romano Scarpa, Giovan Battista Carpi, Luciano Bottaro, Giorgio Cavazzano, Paul Murry, Bill Wright, Carl Barks e tanti altri, materiale editoriale prodotto sempre all'insegna dell'ottima qualità grafica e del prezzo accessibile. Anche il settore librario non fu trascurato dalla Comic Art. Infatti in quella stessa epoca sono stati prodotti decine di cartonati fra i quali primeggiavano Tintin di Hergé, Blake e Mortimer di Jacobs, Spirit di Will Eisner e molte opere di Moebius.
Ma le nuove generazioni di lettori scoprono i Comics nordamericani dedicati ai supereroi. Ecco dunque entrare il 1º settembre 1986 nella scuderia Comic Art: Conan il barbaro nelle due versioni originali, una in bianco e nero e una a colori. Le due collane riscossero subito un successo strepitoso e negli anni successivi fu avviata la pubblicazione di una collana rievocativa di volumi dedicata ai grandi eroi della Marvel. A questi personaggi dei comic-book Marvel si aggiungeranno presto le intriganti serie della DC Comics e quelle di molte prestigiose editrici minori statunitensi. Questa grande duttilità editoriale ha consentito alla Comic Art di non perdere mai di vista gli interessi dei consumatori soddisfacendo sia i gusti del saltuario pubblico amatoriale che le tendenze del più grande mercato e i nuovi idoli dei lettori più giovani e numerosi.

### Anni novanta e la chiusura
Negli anni novanta ci fu l'esplosione dei nuovi personaggi, molti appartenenti alla Sergio Bonelli Editore come Dylan Dog e Martin Mystére, poi seguiti da Nathan Never e Nick Raider, i quali vennero pubblicati con storie inedite appositamente per la Comic Art a colori sulle testate dell'editore in formato più grande. Nello stesso periodo in tutta Europa, e in Italia in particolare, si accende grande interesse per i manga e l'editore si inserisce in questo settore assicurandosi serie quali Raika, Ikkyu, Astro Boy, Black Jack, Caravan Kidd, Kimba, il leone bianco, L'Immortale, Noritaka, Il violinista di Hamelin, Bakuretsu Hunter, Domu, Sei in arresto!, Detective Conan e il manhwa Armagedon. Nel 1997 produce anche la miniserie in tre volumi Pugno!, un fumetto italiano disegnato da Roberto Recchioni e realizzato in stile manga per cavalcare l'onda del successo di Dragonball.
Dalla metà degli anni novanta le riviste antologiche Comic Art e L'Eternauta entrano in crisi e vengono trasformate in una serie di volumi monografici dedicati a grandi autori internazionali. Nel 1994 la Marvel apre in Italia una propria attività editoriale e decide di gestire in proprio tutti i suoi personaggi e pertanto la Comic Art si trova a doverne rinunciare ai personaggi. La produzione amatoriale, incentrata sulle serie storiche, continua a essere realizzata, ma ormai il numero dei collezionisti si è andato man mano riducendo; l'editore prosegue nella pubblicazione di materiale di alta qualità nonostante la scarsa diffusione.
Nel tardo 1994 Comic Art pubblica una collana di quattro videogiochi d'avventura originali italiani, Comic Art Games, dedicata a quattro diversi personaggi classici.
Il 1º dicembre del 2000 Traini è costretto a sospendere le pubblicazioni di tutte le collane con l'intento di sanare i bilanci per scongiurare il fallimento della società che riesce a sopravvivere, anche se solo amministrativamente, per gestire il proprio patrimonio, anche se ormai inattiva sotto il profilo editoriale.